# Atriplex sarcocarpa
Atriplex sarcocarpa är en amarantväxtart som beskrevs av Moritz Kurt Dinter. Atriplex sarcocarpa ingår i släktet fetmållor, och familjen amarantväxter. Inga underarter finns listade i Catalogue of Life.